# Церковь Введения Пресвятой Богородицы (Ростока)
Церковь Введения Пресвятой Богородицы (укр. Церква Введення Пресвятої Богородиці) — деревянная церковь, которая находится в селе Ростока, Хустского района, Закарпатской области.

## Архитектура
Из межгорской группы церковь в селе Ростока старейшая. Вероятно, в своё время она оказала влияние на мастеров, что возводили храмы в Подобовеце, Пилипеце, Буковеце, Изках, Торуни и Прислопе. В плане, как и в других архаичных закарпатских храмах, её бабинец и неф одной ширины, и только квадратный алтарь чуть у́же. Первое горизонтальное членение церкви — это широкое опасение на кронштейнах, которое окружает её со всех сторон. На западном фасаде оно усилено ещё и четырёхколонным крыльцом. Второе горизонтальное членение — это кровля опасение, что охватывает также и башню над бабинцем. Кровли нефа и алтарь как бы слиты: переход от одного сруба к другому скрывает гонтовая обшивка. Башня над бабинцем, которая с каждым членением по высоте становится у́же, увенчана двухъярусным верхом с изысканным рисунком. Многочисленные горизонтальные линии гонтовой кровли церкви ассоциируются с силуэтами вековых елей. Если с восточной стороны храм воспринимается довольно неподвижным, то с западной наоборот — он строится на контрасте крупной формы единых нефа, алтаря и изящной башни.
Несмотря на то, что склон холма, где расположен храм Введения, очень крутой, колокольня поставлена отдельно, ближе к вершине холма. Если подняться на холм, то церковь, что стоит ниже, вырисовывается в просветах огромных деревьев на фоне окружающих гор и представляет собой очаровательную картину.

## История
Церковь Введения Пресвятой Богородицы, расположена на крутом склоне в окружении деревьев почтенного возраста, имеет только ей присущие пропорции и художественные детали. В XVII веке это была бойковская церковь с тремя верхами, уменьшающимися кверху ступенчатыми заломами. Возможно, в 1759 году, согласно надписи на южных дверях, церковь приобрела современный барочный вид. Судя по огромным брёвнам и патине на срубе, сооружение храма можно отнести к XVII веку. В XVIII веке, вероятно, сделано лишь новое венчание башни. В пользу более древнего происхождения церкви говорит также наличие ещё одного входа в неф с южной стороны и готическая форма арок-вырезов по бокам большой арки, соединяющей бабинец и неф. Башня с восьмигранным куполом имеет горизонтальное членение. Открытое крыльцо превращено на застеклённую веранду. Деревянную колокольню, типичную для закарпатской Бойковщины, построили возле церкви в XVIII веке. Такие колокольни распространены по всему Межгорью. По форме и конструкции они подобны колокольням соседней Воловечины, но воловецкие значительно меньше.
В селе рассказывают, что состоятельные хозяева Ростоки купили церковь в соседнем Студеном и, разобрав, перевезли на волах через горы, разделяющие долины двух сел. По другому преданию церковь купили в одном из галицких бойковских сёл и привезли в нижнее село, но состоятельные люди из Вышнего Конца ночью перетащили волами разобранную церковь в свою часть села.
Сохранились надписи о людях, которые когда-то заботились о церкви. Это Василий Довганич, который купил в 1709 году икону Благовещения, Роман Тяскайло, изобразивший образ Богородицы, Илько Головчин, который вырезал царские врата. Надпись на доске возле южных дверей сообщает о смерти ктитора церкви в 1800 году.
В 2001 году община продала за бесценок старый иконостас и много отдельных икон, а средства использовала для оборудования новой деревянной церкви. Огромную икону народного рисования «Страшный суд» тоже перенесли в новую церковь. Старая Введенская церковь осталась пустой, покрытие крыш было в критическом состоянии, всё реальнее становилась угроза уничтожения замечательного памятника. Летом 2005 года мастера из Синевирской Поляны во главе с Иваном Руснаком перекрыли крыши церкви новой дранкой.

## Интерьер
Интерьер полностью соответствует стилю, характеру и образу внешней архитектуры. В нём всё небольших размеров — и арка-вырез, и двери, и окна, и иконостас с многочисленными иконами разных времён, развешанными по стенам. Живопись иконостаса, возможно, выполнила та же артель, что и в Прислопе, о чём свидетельствуют фресковая манера живописи, типаж, и палитра красок.
Интерьер Введенской церкви по своим размерам небольшой, но, благодаря иконостасу, а также многочисленным иконам разного времени, производит неизгладимое впечатление. Здесь хранится много вышитых полотенец, ковры, а также старинные гравюры.
Иконостас XVII века интересен тем, что его элементы — колонки и карнизы — не образуют прямоугольную сетку, а динамическую композицию. Она создаётся благодаря взлому его горизонтальных членений, подъём которого в центральной части с каждым ярусом становится все круче.
Талант резчика проявился в резьбе царских врат, где представлена композиция «Древо Иессея». Ветви древа, витиевато извиваясь, образуют двенадцать завитков с библейскими персонажами в центре. Резьба отличается ажурностью, а фигуры, изображённые в невысоком рельефе, — выразительностью.
Мастер, который писал иконы для этого иконостаса, работал в монументально-фресковой манере, избегал измельчённой детализации, а святым придавал черты украинских простолюдинов. Его Мария в иконе «Богоматерь Одигитрия» похожа скорее на крестьянку, чем на канонические изображения Марии. Лаконичная палитра синих, красных и охристых тонов этой иконы гармонирует с тёплым тоном золотых пластичных резных орнаментов её обрамления.
Две иконы в киотах, расположенные на северной и южной стенах нефа, «Святой Николай» и «Святая Параскева» XVII века относятся, вероятно, мастеру, воспитанному на гравюрах, так как манера его письма графическая и конструктивная. На южной стене висят иконы из праздничного и деисусного чина, принадлежавшие, очевидно, иконостасу первой четверти XVII века. Они выполнены во фресковой манере, где абсолютно отсутствуют светотеневые моделирования формы, а складки одежд прочерчены жирной линией только кистью. Можно с уверенностью сказать, что эти иконы хранят в себе традиции искусства XVI века.
На одной из них — иконе «Покров» мастер, вероятно местный живописец, оставил свою подпись. Кроме того эта икона интересна ещё и тем, что, хотя её сюжет и повторяет традиционную иконографию, главным персонажем композиции является не Богоматерь, а Роман Сладкопевец. Он нарисован значительно больших размеров, чем все остальные персонажи. Надпись на иконе всё объясняет: «си образом изробивь раб Божий Роман таскать за отпущение своё». Художник льстил своему тёзке Романа Сладкопевца. О нравственных идеалах и этических нормах исполнителей и заказчиков местных икон даёт представление огромная икона «Страшный суд», помещённая на северной стене нефа и выполнена, скорее всего, на рубеже XVIII и XIX веков. Перед судом истории проходят не отдельные личности или злодеи, но целые народы, весь мир. Особенно охотно мастер изображает сюжеты на злобу дня, пороки и зло своего времени, персонифицированные в судьях и чиновниках таможен, а также ростовщиков, пьяниц, трактирщиков, волхва и прелюбодеев, клеветников и доносчиков, воров и разбойников. Все эти персонажи изображены мастером с детской непосредственностью и наивностью. Отсутствие у него высокого уровня профессионального мастерства окупается искренностью и чувством юмора. Он указывает на порок не столько страхом, сколько смехом.